# دوبرون‌هدی
دوبرون‌هدی (به مجاری:  Dobronhegy) یک شهرداری در مجارستان است که در زالا واقع شده‌است. دوبرون‌هدی ۲٫۱۵ کیلومتر مربع مساحت و ۱۶۱ نفر جمعیت دارد.